# Margaret Navarro
Margaret Navarro (* 11. Mai 2004 in New York City) ist eine US-amerikanische Tennisspielerin und die jüngere Schwester von Emma Navarro.

## Karriere
Margaret Navarro spielt bislang vor allem auf der ITF Women’s World Tennis Tour.
2021 trat sie in der Qualifikation beim W60 in Charleston an, verlor aber bereits in der ersten Runde 1:6 und 1:6 gegen Quinn Gleason. 2022 erreichte sie in der Qualifikation zum W100 in Charleston mit einem 6:3 und 7:65-Sieg über Rhiann Newborn die zweite Qualifikationsrunde, wo sie dann aber gegen Noelia Zeballos mit 6:74 und 3:6 verlor. 2023 trat sie zusammen mit ihrer Schwester im Doppel der Boar’s Head Resort Women’s Open 2023 an, wo sie aber gegen Hiroko Kuwata und Yuriko Miyazaki bereits in der ersten Runde mit 2:6, 6:4 und [7:10] verloren.

## College Tennis
Seit 2022 spielt Margaret Navarro für die Damentennismannschaft der University of Virginia.

## Persönliches
Margaret Navarro ist die Tochter des Geschäftsmanns und Millionärs Ben Navarro und die Enkelin des ehemaligen American-Football-Spielers und Trainers Frank Navarro.